# Francesc Fàbregas Pujadas
Francesc Fàbregas Pujadas (Barcelona, 29 de juny de 1898 – Buenos Aires, 10 de febrer de 1992) va ser un pintor, cartellista, il·lustrador, litògraf i dibuixant català.

## Biografia
Va néixer a Barcelona el 1898, on va cursar estudis a l'Escola la Llotja, a l'Escola de Dibuix de l'Ateneu Obrer i a l'Acadèmia Les Arts. Es va perfeccionar a París i Madrid.
Va viatjar per primera vegada a l'Argentina el 1927, residint a Buenos Aires fins al seu retorn a Barcelona el 1932. Per la seva participació activa com a assessor artístic al Comissariat de Propaganda de la Generalitat de Catalunya, en finalitzar la Guerra Civil espanyola el 1939, va haver d'exiliar-se a França treballant a París nou mesos, fins que va tornar novament a Argentina per a romandre-hi definitivament fins a la seva mort el 1992.
La seva extensa obra artística inclou olis, trempes, aquarel·les, litografies, dibuixos i cartells (essent mereixedor de més de 30 premis). També es va destacar com a escultor, fotògraf, vitraller, decorador, muralista, il·lustrador, publicista, editor i ceramista. A més, va projectar i supervisar diverses obres d'arquitectura residencial, comercial i publicitària.